# Роуч, Майкл
Майкл Фи́ллип Ро́уч (англ. Michael Phillip Roach; род. 17 декабря 1952 года) — американский учитель тибетского буддизма. Будучи монахом Гелуг, он был первым американцем, получившим степень Геше в тибетском монастыре Сера Мей. Один из основателей крупнейшей в мире алмазной корпорации, создал ряд образовательных и благотворительных организаций, написал книги об этичном бизнесе и перевел на английский язык тибетские буддийские учения.
Геше Майкл является основателем Института Азиатской Классики (ACI), Института Огранщика Алмаза (DCI), Центра Трёх Драгоценностей в Нью-Йорке, Ретрит-центра Алмазной Горы в Аризоне (DMRC), Проекта по сохранению азиатской классики (ACIP), который помогает сохранять древние манускрипты Азии, а также открывшегося в 2016 году Колледжа Международного Менеджмента в Седоне (SCIM).

## Биография
Майкл Роуч родился в Лос-Анджелесе, штат Калифорния в 1952 году. Вырос в Финиксе, штат Аризона. После окончания средней школы он получил медаль от президента США Ричарда Никсона. Затем поступил в Принстонский университет в 1972 году.
В 1973 году он отправился в Индию, чтобы учить буддизм, все еще обучаясь в колледже. Он вернулся в Соединенные Штаты и получил стипендию, чтобы вернуться в Индию в 1974 году. В Индии Майкл Роуч узнал о тибетском буддийском монастыре в Нью-Джерси, возглавляемом Ламой из Монголии.
Майкл Роуч вернулся в Принстон, и жил в монастыре в Нью-Джерси. За год до его окончания в 1975 году оба его родителя умерли из-за рака, а затем его брат покончил жизнь самоубийством. В 1983 году он был посвящен в сан буддийского монаха Гелуг в монастыре Сера Мей в Южной Индии.
Майкл Роуч прошел длительное обучение в монастыре Сера Мэй в Индии и в Соединённых Штатах. В 1995 году после 25-летнего обучения он стал первым американцем, получившим степень Геше, что приравнивается к научной степени доктор философских наук.
С 2000 по 2003 год Майкл Роуч провел трехлетний молчаливый ретрит в пустыне Аризоны.

## Бизнес карьера
В 1981 году Кхен Ринпоче учитель Майкла Роуча поручил ему основать бизнес на Манхэттене, чтобы помочь тибетским беженцам.
Начиная с 1981 года Майкл Роуч помог основать и развить корпорацию Andin International, производителя ювелирных изделий, базирующуюся в Нью-Йорке. Деятельность компании Andin International начиналась с кредита в $50 000 и трех сотрудников. К тому времени, когда Майкл Роуч ушел из фирмы в 1999 году в качестве вице-президента, годовой оборот компании составлял 100 миллионов долларов в год. В 2009 году Andin достигла оборота более 200 миллионов долларов, и была приобретена Richline Group Уоррена Баффета.
Он использовал средства от своей работы, чтобы создать финансовые средства для финансирования различных проектов, в частности продовольственного фонда Сера Мей.
В 1999 г. издательство Doubleday Corporation, которая сейчас является частью Penguin Random House, предложили Майклу Роучу написать книгу о стиле управления бизнесом. Майкл Роуч использовал свой жизненный опыт в качестве основы для книги «Огранщик Алмаза», в которой он объясняет, как применять уроки Сутры Огранщика Алмаза (Алмазной сутры) в контексте бизнеса.

## Благотворительность
В 1987 году Майкл Роуч основал Проект по сохранению азиатской классики (Asian Classics Input Project — ACIP). Он основал этот проект с целью создания полной и доступной в электронном виде версии Кангьюра и Тэнгьюра вместе со связанными философскими комментариями и словарями. ACIP содержит более 8500 текстов — почти полмиллиона страниц, которые он предоставил бесплатно. На протяжении 31 года и оцифровали 15286 книг.
ACIP также предоставляет средства для получения дохода для многих тибетских беженцев. ACIP создает ценные рабочие места, особенно для многих женщин, у которых иначе не было бы шанса найти работу или обучиться работе на компьютере.

## Образовательная деятельность
Майкл Роуч основал Институт огранщика алмаза (Diamond Cutter Institute — DCI) — тренинговую компанию по управлению бизнесом, работающую сейчас в 35 городах 20 стран. Система обучения DCI помогает людям стать успешным путем применения древних учений и методов из Сутры Огранщика Алмаза — самой старой печатной книги в мире, чтобы помочь построить очень успешный алмазный бизнес на Манхеттене. Майкл Роуч проводит мероприятия, основная идея которых в том, что занятия йогой, медитацией и практика помощи другим, даже конкурентам, ведут к финансовому процветанию.
В 2016 году был открыт Колледж Международного Менеджмента в Седоне (Sedona College of International Management — SCIM), Майкл Роуч запустил там две образовательные программы:
- подготовка к участию международных образовательных программах Diamond Cutter Institute;
- подготовка к участию в текущих мероприятиях Программы переводчиков азиатской классики.

С 1993 по 1999 год Майкл Роуч разработал и преподал 18 курсов по тибетскому буддизму в Нью-Йорке. Эти курсы были основаны на обучении монахов, принимаемых в тибетских монастырях, но организованных для обучения в традиционной западной обстановке. Курсы составляют основу семилетнего курса, охватывающего шесть великих произведений буддизма. С 2012 года эти курсы переводятся и преподаются на русском языке на бесплатной основе .